# Томашевський Андрій Михайлович
Андрій Михайлович Томашевський  (19 серпня 1894, Херсон — 4 квітня 1976, Київ) — радянський військовий діяч та педагог, генерал-майор. Начальник Київського суворовського військового училища (1945–1954).

## Біографія
Народився 19 серпня 1894 році в місті Херсон. У 1916 році був призваний до лав Російської імператорської армії і направлений в школу прапорщиків, після закінчення якої в чині підпоручика брав участь в бойових діях на Південно-Західному фронті.
У червні 1918 року вступив до лав РСЧА, після чого брав участь у бойових діях на Східному фронті проти військ під командуванням адмірала Олександра Колчака, придушенні Петропавлівського повстання та ліквідації бандитизму в Даурії, перебуваючи на посадах помічника начальника і начальника кулеметної команди, командира батальйону 4-го Пензенського стрілецького полку, січня 1919 року — начальника кулеметної команди і тимчасово виконуючого обов'язки помічника командира 243-го Мало-Вишерского стрілецького полку 26-ї стрілецької дивізії. Навесні 1920 року Томашевський був поранений і після лікування був призначений на посаду командира роти, а потім — на посаду командира 134-го окремого батальйону.
У листопаді 1920 року був призначений на посаду командира 244-го стрілецького полку (1-а Сибірська стрілецька дивізія), дислокованого в Канські, у вересні 1921 року — на посаду командира батальйону у складі 148-ї стрілецької бригади, дислокованої в Нижньоудинську.
У жовтні 1921 року був переведений в 35-ту стрілецьку дивізію, дислоковану в Іркутські, де служив на посадах помічника начальника дивізійної школи та завідувача гренадерським зібранням. У вересні 1922 був призначений на посаду помічника командира 106-го стрілецького полку, а згодом — на посаду помічника командира 107-го стрілецького полку у складі 36-ї стрілецької дивізії, дислокованої в Читі, а з вересня 1923 року виконував обов'язки керівника старшого класу повторних курсів комскладу 5-ї армії.
У жовтні 1923 був направлений в 84-ту стрілецьку дивізію (Тула, Московський військовий округ), де був призначений на посаду командира 250-го, а потім — на посаду командира 251-го стрілецьких полків, а в листопаді 1931 року — на посаду старшого викладача Військово-політичної академії імені В. І. Леніна.
В 1926 році закінчив Стрілецько-тактичні курси «Вистрєл», а в 1940 році — заочно два курсу Військової академії імені М. В. Фрунзе.
У липні 1941 року Томашевський був призначений на посаду начальника відділу бойової підготовки 31-ї армії (Резервний фронт), яка вела важкі оборонні бої на ржевському напрямку.
Полковник Андрій Михайлович Томашевський у вересні 1941 року був призначений на посаду командира навчальної запасної стрілецької бригади, перетвореної 13 вересня з 179-го запасного стрілецького полку (місто Вязьма, 24-та армія, Резервний фронт), а в грудні того ж року — в 4-ту курсантську стрілецьку бригаду (місто Володимир), однак за іншими даними дана бригада була розформована 18 жовтня. З липня 1942 Томашевський знаходився в розпорядженні ГУК Наркомоборони СРСР, після чого в жовтні того ж року був призначений на посаду командира 1-ї навчальної бригади (Московський військовий округ).
У липні 1943 р. був призначений на посаду начальника штабу 77-го стрілецького корпусу, і з 26 липня до 24 серпня тимчасово командував цим корпусом, який знаходився на формуванні в районі станції Любліно-Дачне, після завершення формування в серпні був включений до складу 60-ї армії (Центральний фронт), після чого брав участь у визволенні Лівобережної України, а також у форсуванні Десни та річки Дніпро, в ході чого з 20 вересня Томашевський тимчасово виконував обов'язки заступника командира корпусу. 6 жовтня 1943 р. був тяжко поранений і госпіталізований. Після лікування в грудні 1944 р. був призначений на посаду інспектора Інспекції піхоти Червоної Армії при Наркоматі оборони СРСР.
У листопаді 1945 р. призначений на посаду начальника Харківського суворовського військового училища, дислокованого в місті Чугуїв (Харківська область). 1 липня 1947 року училище було передислоковано в Київ і перетворено в Київське суворовське військове училище.
У листопаді 1954 року вийшов у запас у званні генерал-майора. Помер 4 квітня 1976 року в Києві.

## Нагороди та відзнаки
- Орден Леніна
- Три ордени Червоного Прапора
- Орден Вітчизняної війни 1 ступеня
- Медалі[4]